# داماد قلابی
داماد قلابی (به هندی: Khullam Khulla Pyaar Karen) فیلمی محصول سال ۲۰۰۵ و به کارگردانی هارمش مالهوترا است. در این فیلم بازیگرانی همچون گوویندا، پریتی زینتا، پریم چوپرا، قادرخان، موهنیش باهل، جانی لور، هیمانی شیوپوری ایفای نقش کرده‌اند.